# Michael Thumb

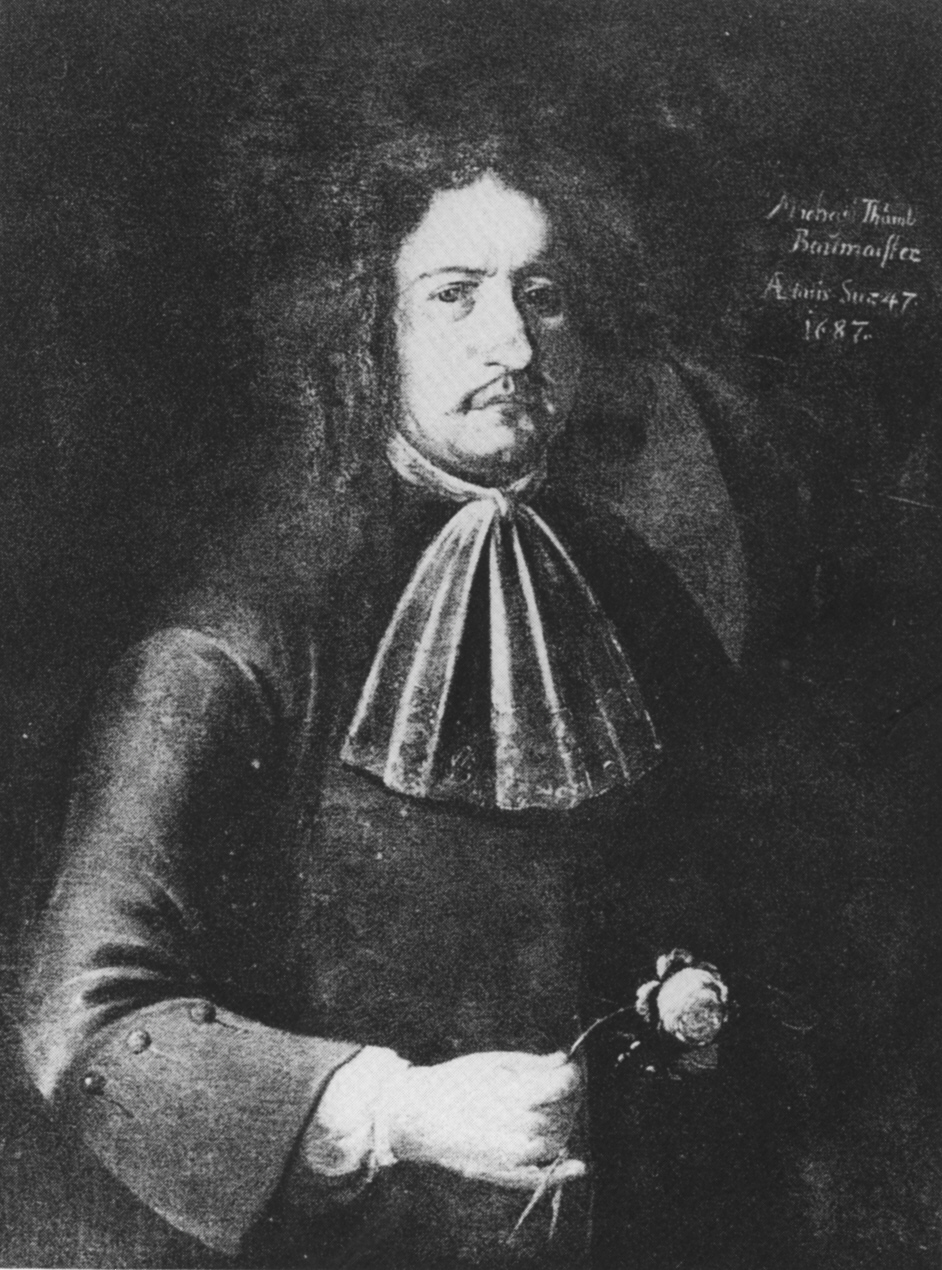
Michael Thumb, 1687

Michael Thumb (* um 1640 in Au-Argenau, Vorarlberg; † 19. Februar 1690 in Bezau) war ein Vorarlberger Baumeister des Barocks. Sein Bruder Christian Thumb und seine Söhne Gabriel Thumb und Peter Thumb waren ebenfalls bedeutende Baumeister des Barocks. Siehe auch Thumb (Architektenfamilie).

## Leben
Seine Ausbildung zum Baumeister erhielt Michael Thumb durch den Gründer der Auer Zunft der Bauhandwerker, Michael Beer. Schon ab dem Jahre 1665 arbeitete er als Mitarbeiter Beers am Zisterzienserinnenstift Rottenmünster wie auch am Jesuitenkolleg in Landshut. Schließlich wurde er in Bezau sesshaft und erhielt 1670 den Auftrag zum Bau der Stiftskirche von Wettenhausen. Dies sollte sein erstes eigenständig geplantes und durchgeführtes Projekt werden. Eines seiner bedeutendsten Bauwerke ist die Wallfahrtskirche Ellwangen-Schönenberg (1681–1685) und die Klosterkirche Obermarchtal ab 1686. Beide Bauwerke gelten als Vorlage für das Vorarlberger Münsterschema, nach dem gerade in Oberschwaben viele Kirchen erbaut wurden.

## Werke

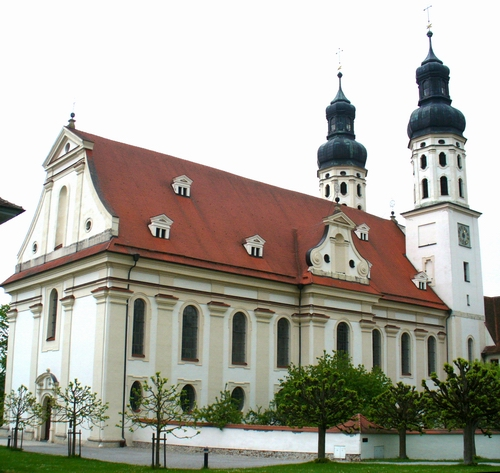
Klosterkirche in Obermarchtal

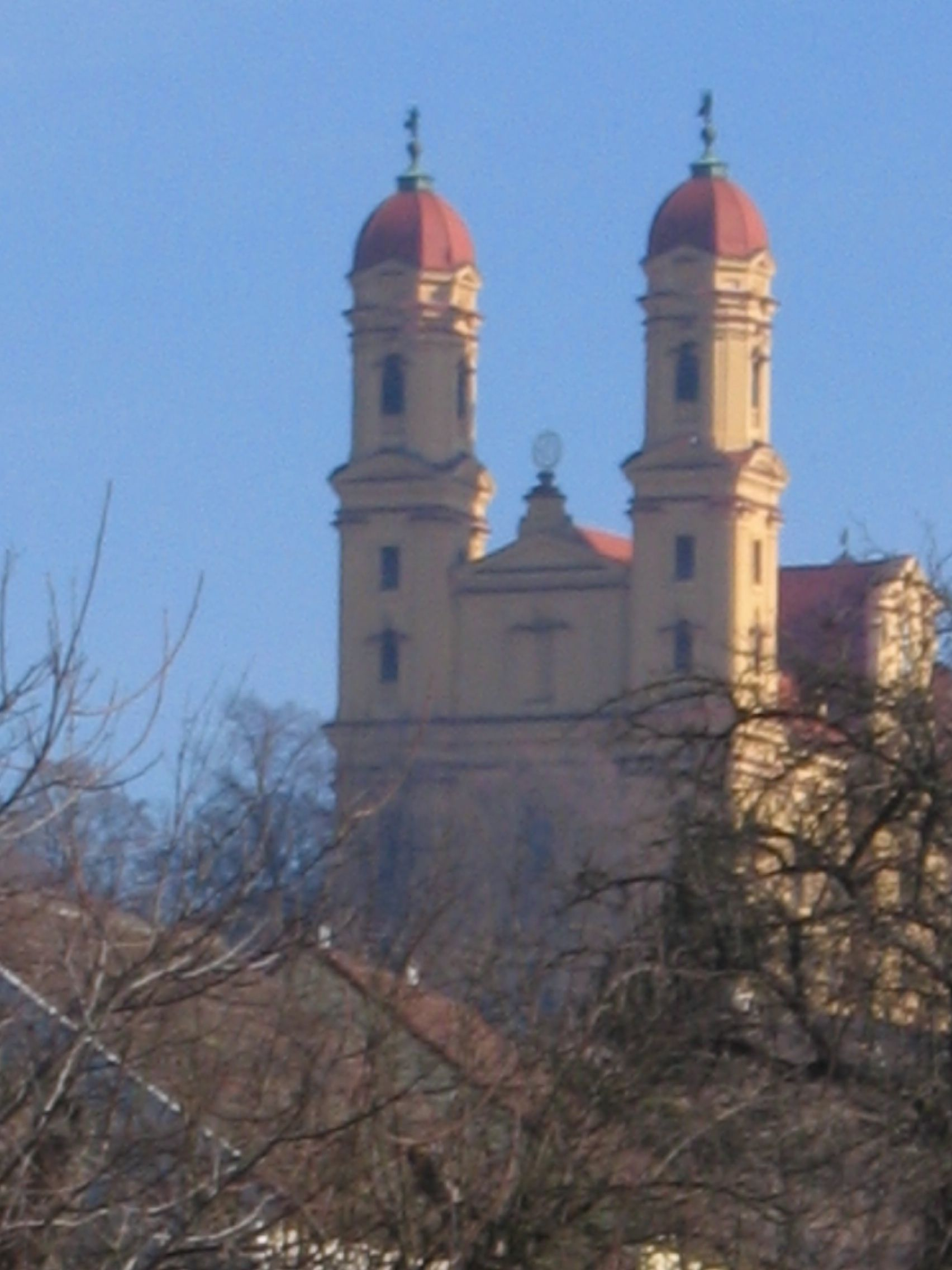
Blick von Westen auf die Türme der Schönenbergkirche

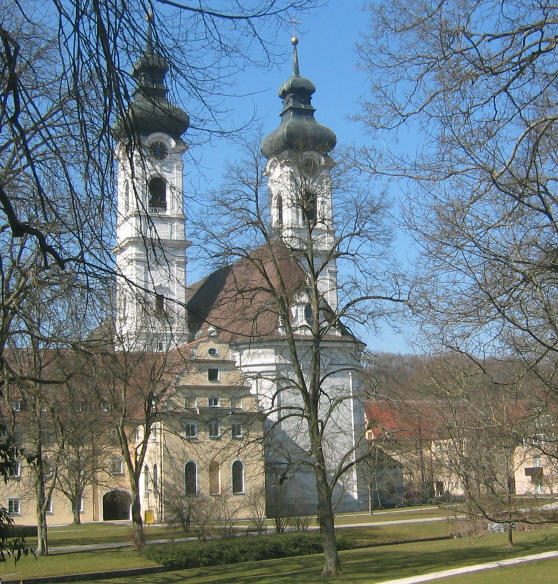
Benediktinerkloster Zwiefalten

- 1665/69 Rottenmünster, Zisterzienserinnenstift als Mitarbeiter von Michael Beer
- 1667/70 Landshut, Jesuitenkolleg, Vollendung des von Michael I. Beer begonnenen Baus
- 1668/71 Mindelheim, Jesuitenkolleg
- 1670/86 Wettenhausen, Augustiner-Chorherren-Stiftskirche
- 1674/77 Bregenz-Thalbach, Franziskanerinnenkloster
- 1674/77 Günzburg, Franziskanerinnenkloster
- 1677 Weingarten, Benediktinerkloster, Novitiatshaus
- 1677 Augsburg, Augustiner-Chorherren-Stiftskirche Hl. Kreuz, Turmoberbau
- 1681 Wiblingen, Einsiedler-Kapelle
- 1681/85 Ellwangen, Wallfahrtskirche Schönenberg
- 1681/88 Dießen, Augustiner-Chorherren-Stift, Stiftsgebäude
- 1682 Mariaberg, Benediktinerinnenkloster und Kirche
- 1682 Edelstetten, Adeliges Damen-Reichsstift, Stiftsgebäude
- 1682 Rot an der Rot, Prämonstratenserkloster, Stiftsgebäude
- 1684/93 Rot an der Rot, Prämonstratenserkloster, Kirchtürme
- 1690 Rot an der Rot, Prämonstratenserkloster, Sakristei
- 1682/95 Rottenburg am Neckar, Weggentalkirche
- 1683/87 Augsburg, Augustiner-Chorherren-Stift Hl. Kreuz, Prälatur
- 1684/90 Zwiefalten, Benediktinerkloster, Ostflügel der Stiftsgebäude mit Bibliothek, Priorat und Marienkapelle
- 1686 Wiesensteig, Pläne für die Sakristei der Stiftskirche
- 1686 Obermarchtal, Prämonstratenserkloster mit Kirche St. Peter und Paul
- 1686 Grafrath, Wallfahrtskirche St. Rasso
- 1687 Villingen, Plan für das Benediktinerkloster und die Benediktinerkirche
- 1688 Palais Adelmann in Ellwangen

- 1688/89 Universität Dillingen

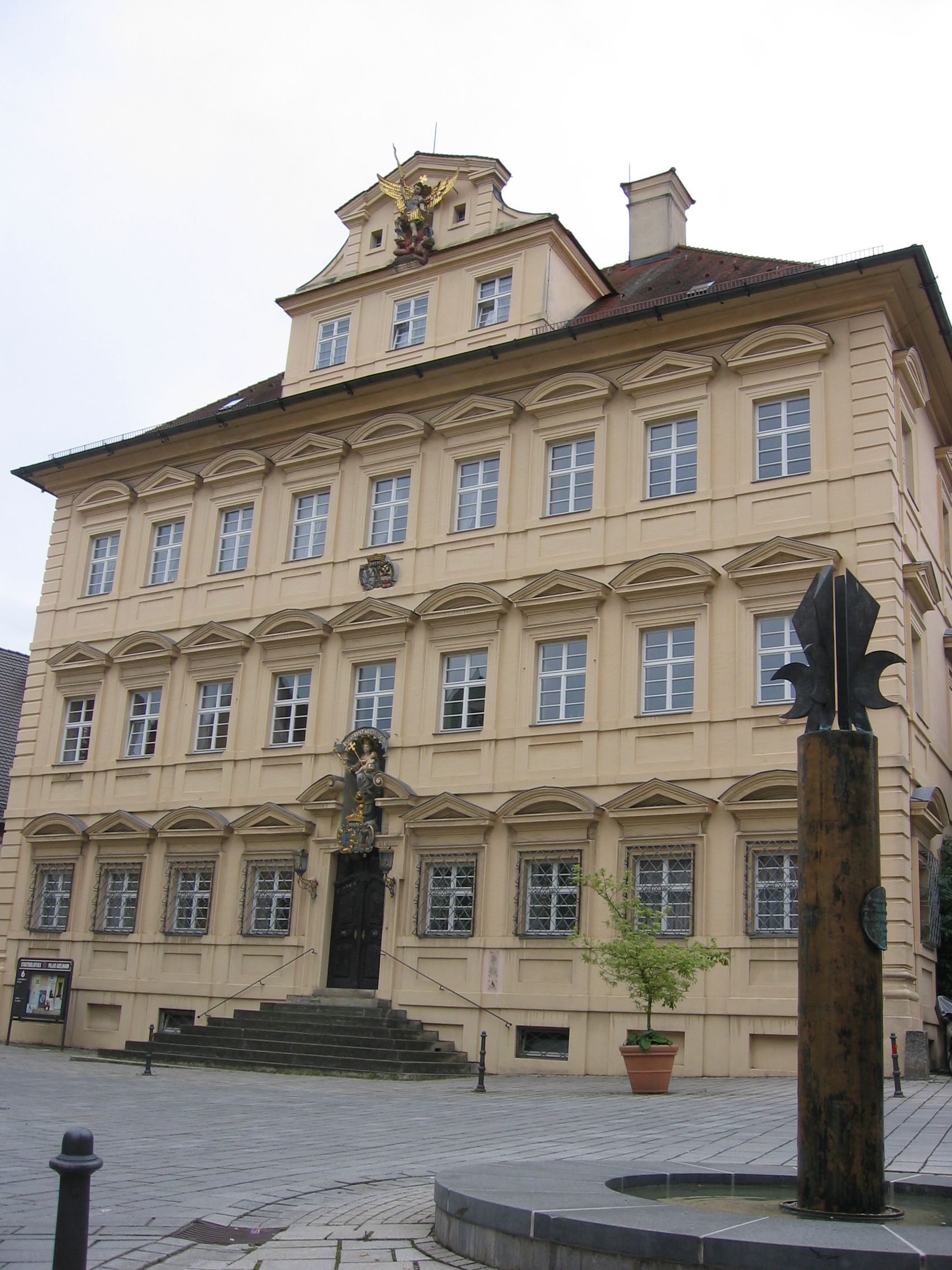
Palais Adelmann

- 1688/90 Hofen (heute zu Friedrichshafen), Priorat des Klosters Weingarten, Gästebau